# Drangajökull
Drangajökull è il più settentrionale dei ghiacciai dell'Islanda. È situato a sud-ovest della penisola di Hornstrandir nella regione di Vestfirðir e a est del fiordo Ísafjörður. Il ghiacciaio copre una superficie di 160 km² ad un'altitudine di 925 metri sul livello del mare.

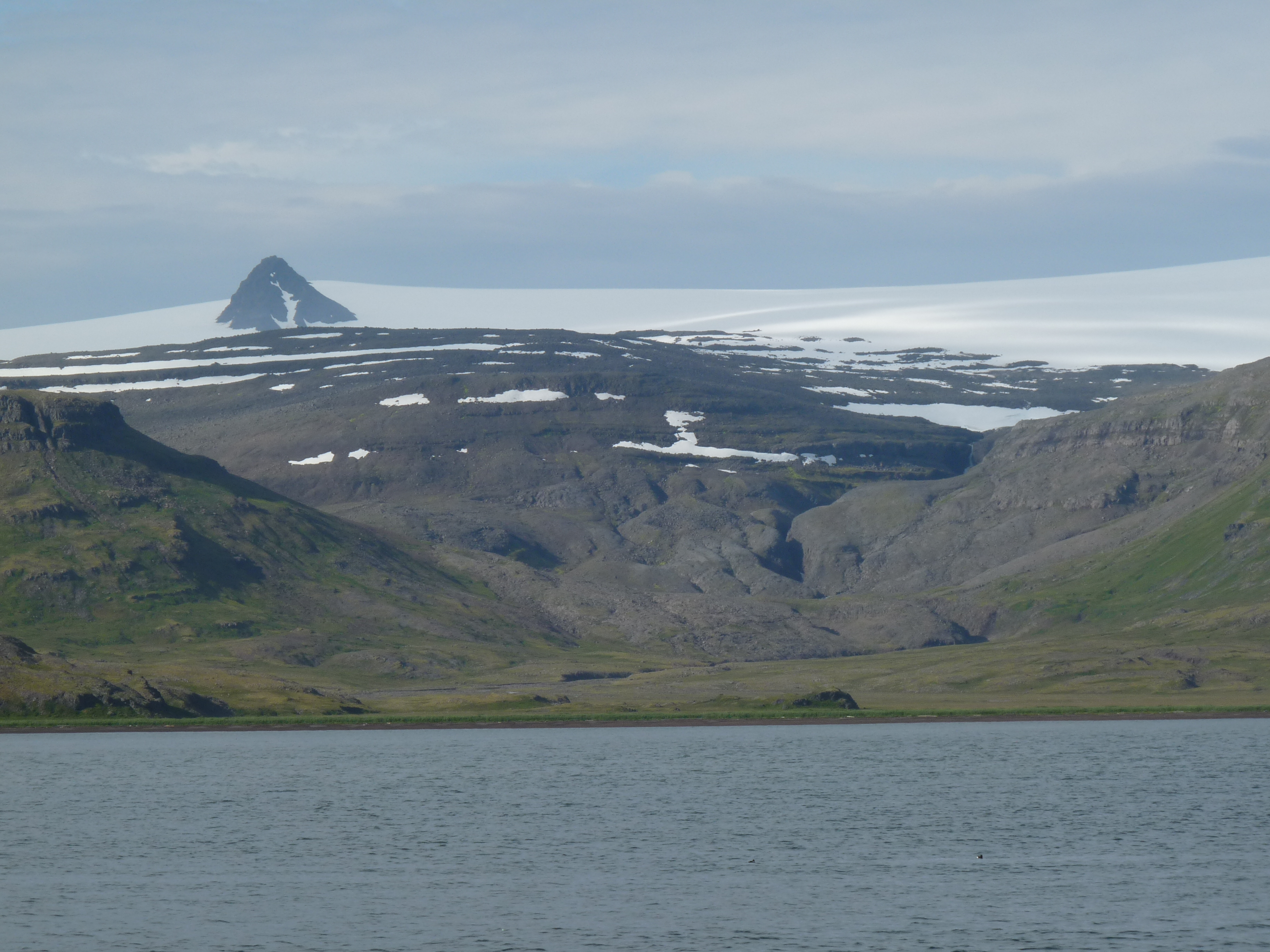
Un Nunatak emerge dal ghiacciaio